# 露西·佛瑞
露西·伊丽莎白·佛瑞（英語：Lucy Elizabeth Fry，1992年3月13日— ）是澳洲女演员。她因飾演《浪花裡的外星少女》中的Zoey、《人鱼秘境》中的Lyla，以及电影《吸血鬼学院》中饰演Lissa Dragomir而闻名。她还在Hulu的迷你剧《11.22.63》中饰演李·哈維·奧斯華的妻子Marina Oswald ，  并在2016年澳洲恐怖电视连续剧《狼溪》擔任主角，以及在2017年Netflix电影《光靈》中飾演Tikka。自2019年以來，她在Epix系列劇《哈林教父》中飾演Stella。